# Тон (провинция Тренто)
Тон (итал. Ton) — коммуна в Италии, располагается в провинции Тренто области Трентино-Альто-Адидже.
Население составляет 1271 человек (2008 г.), плотность населения составляет 49 чел./км². Занимает площадь 26 км². Почтовый индекс — 38010. Телефонный код — 0461.
Покровительницей коммуны почитается Пресвятая Богородица, 15 августа особо празднуется Её Успение.

## Демография
Динамика населения:

## Администрация коммуны
- Официальный сайт: http://www.comune.ton.tn.it/